# Pico da Barrosa
O Pico da Barrosa é uma elevação portuguesa localizada na ilha de São Miguel, arquipélago dos Açores.
Este acidente geológico tem o seu ponto mais elevado a 947 metros de altitude acima do nível do mar e encontra-se na Latitude de 37° 45' 35" Norte e na Longitude de 25º 29' 27" Oeste.
Esta formação montanhosa encontra-se inserida na Serra de Água de Pau de que é o ponto mais alto. Encontra-se nas proximidades da Lagoa do Fogo, da Reserva Natural da Lagoa do Fogo e do Monumento Natural e Regional da Caldeira Velha.
Nas suas encostas nascem vários cursos de água, nomeadamente a Ribeira da Praia, a Ribeira das Três Voltas, a Ribeira das Barreiras, e a Grota das Pedras.
Faz parte dos percursos pedestres do concelho da Lagoa e oferece um dos mais deslumbrantes panoramas possíveis da Lagoa do Fogo.
Esta formação alberga um antena da Rádio Diofusão Portuguesa - Açores.